# Zinc pest

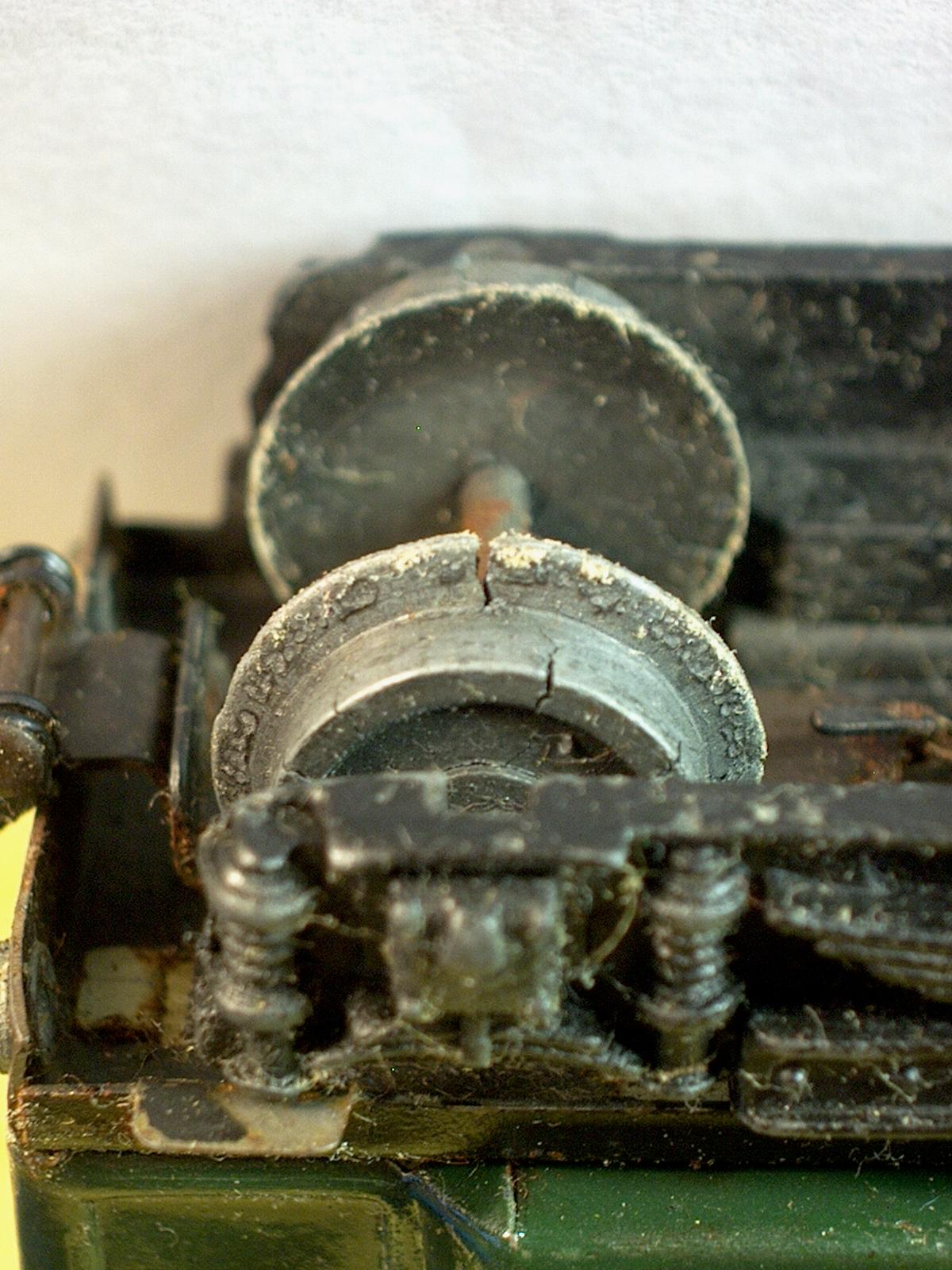
Essieux d'un modèle réduit Märklin ferroviaire, ref. 344.6 (H0, 1947..1949), touché par le zinc pest.

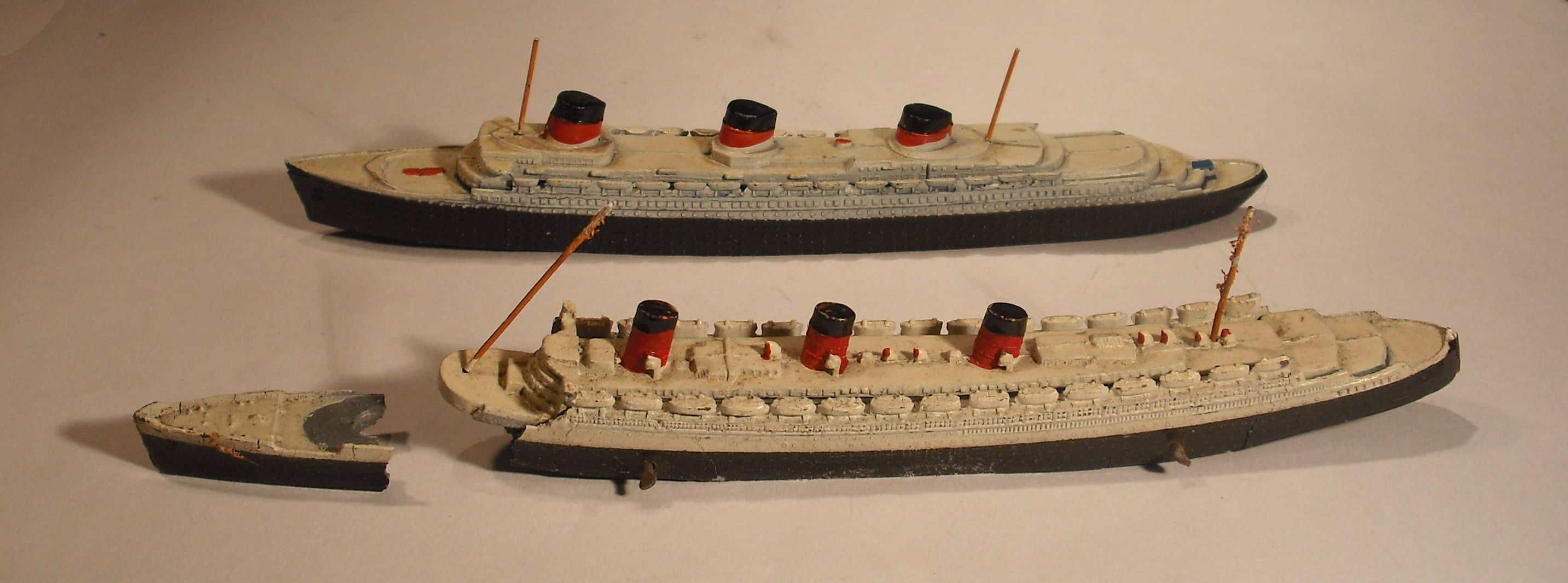
Deux navires Dinky Toy des années 1930 d'âge et de stockage équivalents, mais touchés différemment.

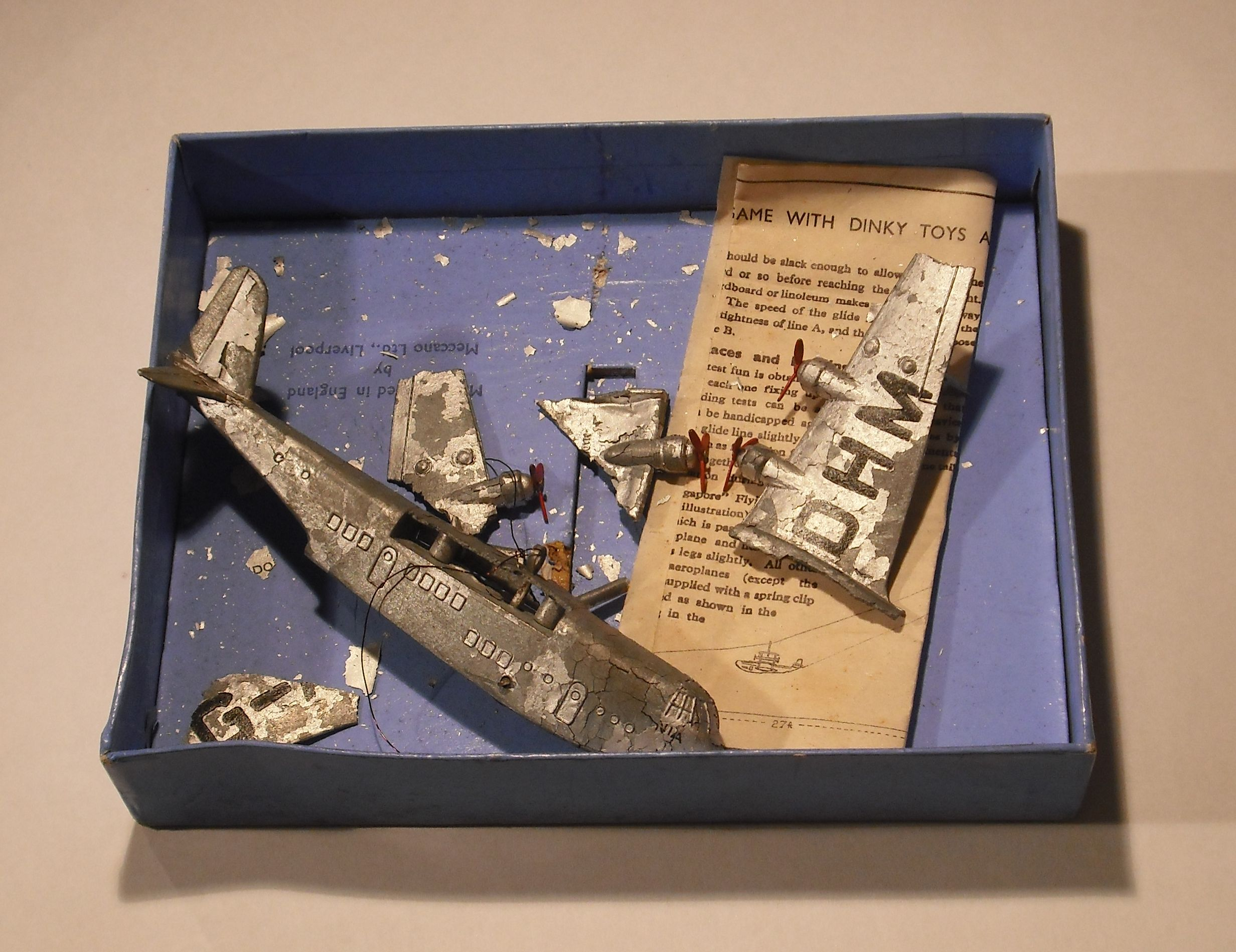
Avion Dinky Toy réduit en morceaux par le zinc pest.

Le Zinc pest (de l'allemand Zinkpest), ou « peste du zinc », est une corrosion destructrice, intercristalline des alliages de zinc contenant des impuretés. 

## Histoire
Ce problème fut identifié pour la première fois en 1923.
Ce sont les objets en zinc, moulés sous pression, qui sont principalement touchés par le « Zinc pest » ; essentiellement ceux fabriqués dans les décennies 1930, 1940 et au début des années 1950. En Allemagne, les articles fabriqués par Zamak  durant la Seconde Guerre mondiale et quelques années suivant sont susceptibles d'être touchés.
Des alliages purs n'étaient pas disponibles autrement que pour l'effort de guerre, les fabricants n'y ont donc pas eu accès pendant et après la guerre. Il semble que ce soient les impuretés de l'alliage qui soient la source du problème, aggravé par les conditions de stockage, telles que l'humidité (plus de 65 %), qui accélèrent le processus de dégradation, ainsi que de grands écarts de température.
Les produits fabriqués après les années 1960 sont considérés comme hors de danger, essentiellement en raison de la pureté du zinc utilisé, et d'un meilleur contrôle du processus de fabrication.
Il semblerait toutefois que dans les années 2000, certains modèles réalisés soient à nouveau sensibles à cette maladie, notamment les avions et AFV de certaines marques, entre 2002 et 2003.[réf. nécessaire]
La course au rendement et la récupération de carottes de coulées et de restants d'ébavurages dans les ateliers chinois ont conduit à une recrudescence de modèles se désagrégeant progressivement, que ce soit au 1/43 ou dans d'autres échelles.

## Collections touchées
La collection Tintin en voiture de la société Atlas est particulièrement touchée, surtout certains modèles comme la Simca Aronde Taxi de L'Affaire Tournesol (no 021).